# Fiat 128
Fiat 128 var en liten familjebil som tillverkades av den italienska biltillverkaren Fiat mellan 1969 och 1985.

## Historik
Bilen presenterades 1969 och var den första framhjulsdrivna modellen från Fiat, starten på en ny epok. Motorn var tvärställd, och bilen hade därför mycket goda innerutrymmen i förhållande till sin storlek. Utseendet påminde om de större modellerna 124 och 125.
1971 kom en sportkupé som fick namnet Sport Coupé, 1975 fick den beteckningen 128 3P. 
En mindre ansiktslyftning gjordes 1976, när 128:an fick rektangulära strålkastare, och en större gjordes 1978 då front och akter moderniserades.

## Modeller
Modellen finns i tre karossversioner: combi, sedan och sportcupé (halvcombi) och med två olika motorer, en 1100 och en 1300.
I Sverige såldes 1100 sedan, Rally och kombi, samt 1100 och 1300 coupé fram till 1975. Då infördes svenska avgasreningsregler och då importerades 1300 special och combi special samt 1300 coupé, som uppdaterats och kallades 128 3P. 1978 fick sedan- och combi-versionerna ny front och nya bakljus (enbart sedan) och kallades 1300CL. 1980 var sista året modellen såldes i Sverige.
I början på 70-talet fanns en variant av sedanen som kallades 128 Rally. 
Fiat importerade 300 stycken under åren 1972-74. Skillnader mot vanliga 128:an: Större motor, 1300 cc, på 67 hk samt tuffare fjädring och givetvis dubbelportsförgasare. Tyvärr behölls standardgrenröret medan Fiat 128 coupén hade ett grenrör med dubbla utblås. Anledningen till detta var att annars skulle 128 Rallyn vara snabbare än den tyngre 128 coupén. Varvräknare, oljetemperaturmätare och oljetrycksmätare samt sportratt invändigt. Svart grill, fyra runda baklysen med backljus och blinkers. Rallyn hade H1-strålkastare för halvljuset och helljuset kom från de separata fristående (extraljusen)lyktorna, som var monterade på den delade framkofångaren med rallybåge. I Sverige ersattes H1-strålkastarna med H4 och de separata lyktorna fick tjänstgöra som riktiga extraljus. 128 Rallyn hade även helsvart inredning i galon. Också innertaket var helsvart och även golvmattan. En strömbrytare för ytterbelysningen och en separat brytare till instrumentbelysningen. Så redan 1972 fanns möjligheten att köra med "Black panel" som SAAB har marknadsfört hårt. Sidorutorna bak var även öppningsbara.
Teknikens Värld genomförde ett bantest på Ring Knutstorp och 128 Rally ansågs ha den klart bästa väghållningen i testgruppen, som bestod av Audi 80 GT, Simca 1100 TI, Opel Ascona 19SR samt Ford Escort Mexico. Trots namnet blev den ingen rallybil, vilket berodde på att det inte fanns någon 1300 cc-klass i Sverige. 128 Rally är idag mycket ovanlig och är ett hett samlarobjekt för Fiat-älskare. Uppskattningsvis finns det 10 stycken kvar i Sverige.
Under sin glansperiod var både Fiat 128 och 127 bland de tio mest sålda bilarna i Sverige. Byggkvalitén och rostskyddet var inte marknadens bästa men inte heller direkt dålig, men 127 och 128 betraktades som en billig "slit och slängprodukt" av sina ägare och sköttes därefter. De är inte direkt ovanliga idag, men i procent av sålda exemplar återstår inte många.
Fiat 128 korades till Årets bil 1970.

## Teknik
Att montera motorn på tvären och låta den driva framhjulen var ingen nyhet. Däremot var 128:an en av de första bilarna som hade motorn och växellådan placerade bredvid varandra, istället för att ha växellådan inbyggd i motorn. Det här blev möjligt genom att drivaxlarna gjordes olika långa, så att växellådan inte behövde sitta mitt i bilen.
För Fiats del var det också 128:an bland de tidigaste modellerna med överliggande kamaxel driven av en kuggrem. Den konstruktionen blev den vanligaste hos andra tillverkare först på 1980-talet.
Invändigt i bilen hittade man bredvid chokereglaget på mittkonsolen också ett handgasreglage. Det kunde användas som en primitiv farthållare eller för att höja tomgångsvarvtalet.